# 18610 Arthurdent
18610 Arthurdent este un asteroid din centura principală de asteroizi.

## Descriere
18610 Arthurdent este un asteroid din centura principală de asteroizi. A fost descoperit pe 7 februarie 1998 la Observatorul Starkenburg din Heppenheim. Asteroidul prezintă o orbită caracterizată de o semiaxă mare de 2,55 ua, o excentricitate de 0,21 și o înclinație de 5,6° în raport cu ecliptica.